# ياسين أبو بكر
ياسين أبو بكر (ولد باسم لينوكس فيليب؛ 19 أكتوبر 1941 - 21 أكتوبر 2021) كان زعيمًا دينيًا ترينيداديًا قاد جماعة المسلمين، وهي إحدى الجماعات الإسلامية في ترينيداد وتوباغو. وقامت الجماعة بمحاولة انقلاب في عام 1990.

## حياته
ولد أبو بكر لينوكس فيليب في ترينيداد وتوباغو ونشأ في إحدى ضواحي بورت أوف سبين وهو الثامن من بين خمسة عشر طفلاً. التحق لاحقًا بكلية كوينز الملكية وتخرج منها، وقضى بعض الوقت في دراساته الجامعية في تورنتو، كندا.
هناك روايتين متعارضتينن لكيفية اعتناق ياسين أبو بكر الإسلام. تقول إحدى تلك الروايات أن ذلك حدث في عام 1969 بعد أن زار واعظ مصري ترينيداد. تقول القصة الأخرى أن ذلك حدث في أوائل السبعينيات بينما كان لا يزال في كندا، قبل عودته إلى ترينيداد في عام 1973. وغيراسمه بعد وقت قصير من تحوله.
في السبعينيات عاش في ليبيا ضيفا على معمر القذافي. عند عودته إلى ترينيداد وتوباغو أسس جماعة المسلمين.
توفي ياسين أبو بكر في منزله في 21 أكتوبر 2021 عن عمر يناهز 80 عامًا.

## الانقلاب
في عام 1990، اقتحم 100 من أتباع أبو بكر مجلس نواب ترينيداد وتوباغو واحتجزوا رئيس الوزراء إيه إن آر روبنسون رهينة. استسلم أبو بكر للشرطة بعد ستة أيام، وقضى عامين في السجن.

## الحياة الشخصية
سلك فؤاد، نجل أبو بكر، مسارًا سياسيًا، وأصبح زعيمًا لحزب الرؤية الوطنية الجديدة، وهو حزب سياسي صغير تأسس عام 1994 في ترينيداد وتوباغو. وحاول دون جدوى الحصول على مقعد في الانتخابات العامة 2020.

## روابط خارجية
- Angela Potter, "Trinidad Muslims Being Closely Monitored", Associated Press, 1 November 2001.
- Robin Walker, "Profile: Jamaat al Muslimeen", BBC News, 3 June 2007.
- Danny Gold, "The Islamic Leader Who Tried to Overthrow Trinidad Has Mellowed… a Little", Vice News, 30 May 2014.